# هامیلتون (پنسیلوانیا)
هامیلتون (به انگلیسی: Hamilton) یک منطقهٔ مسکونی در ایالات متحده آمریکا است که در شهرستان جفرسون، پنسیلوانیا واقع شده‌است. هامیلتون ۱۳۲ نفر جمعیت دارد.